# Századmásodperc
A századmásodperc (a tudományos nyelvben esetleg: centiszekundum) az idő SI-egységének, a másodpercnek egy századnyi része. Ennek megfelelően egy századmásodperc a 133-as alapállapotú céziumizotóp két meghatározott energiaszintje közötti átmenetből származó sugárzás periódusának 91 926 317,7-szerese.
Alacsony igényességű fizikai kísérleteknél gyakran egy századmásodperc a szisztematikus hibaküszöb (az a legrövidebb időkülönbség, amelyet észlelünk). A legtöbb, széles körben elterjedt stopperóra ugyancsak századmásodperc-pontossággal mér. A sportok többsége is (például alpesisí, úszás, atlétika) az időmérésnél elegendőnek tartja azt.
A fény egy századmásodperc alatt körülbelül 3000 km-t tesz meg.